# Ľuborča (Nemšová)
Ľuborča, do roku 1948 Liborča, je městská část města Nemšová, 1 km od centra města, v okrese Trenčín. Leží v Ilavské kotlině, nedaleko Váhu a na obou březích stejnojmenného potoka. S Nemšovou ji spojuje most přes Vláru. Přes Ľuborču protéká i řeka Váh.
V údolí Ľuborča v Bílých Karpatech, na samotě Antonstál, se nachází novorománský lovecký zámeček.
Obec leží na silnici II / 507 .

## Významné osobnosti
- Jozef Laco - notář (matrikář) a entomolog .
- Juraj Ľuborčiansky Borovský